# SONG (ぽちのアルバム)
『SONG』（ソング）は、日本のアカペラ・グループ、ぽちのアルバムである。2001年11月7日にリリースされた。

## 概要
「力の限りゴーゴゴー!!」から生まれたコーナー、ハモネプリーグの第1回大会の優勝チームのぽちによるアルバム。第1回開催日から約2ヵ月半後に発売。インディーズからのリリースながらオリコンでは初登場9位にランクインした。

## 収録曲
1. intro〜DJK〜
2. ESCAPE
3. P．O．C．H．I
4. Thank you
5. SONG
6. 夜空ノムコウ
7. Voice Percussion & Bass Session
8. Interlude〜ピー・オー・シー・エイチ・アイP〜
9. BELIEVE
10. interlude〜まもまも〜
11. Hard to say I’m sorry